# Conus williamgabbi
Conus williamgabbi é uma espécie de gastrópode do gênero Conus, pertencente a família Conidae.